# Kryonéri (Arcadie)
Pour les articles homonymes, voir Kryonéri.
Kryonéri (grec moderne : Κρυονέρι) est une localité située dans le dème de Cynourie-du-Sud, dans le district régional d'Arcadie, dans la périphérie du Péloponnèse, en Grèce.
Selon le recensement de 2021, elle compte 2 habitants.